# めぐり逢い紡いで (アルバム)
『めぐり逢い紡いで』（めぐりあいつむいで）は、布施明のアルバム。1978年12月5日にキングレコードから発売された。同年9月5日に大塚博堂と競作でシングルが発売された「めぐり逢い紡いで」とそのカップリング曲「かもめよ」が収録されている。

## 収録曲
1. Tokyo Nights（作詞：Robert Haigh 作曲・編曲：林哲司）
2. Angry Young Fool（作詞：Robert Haigh 作曲・編曲：林哲司）
3. 君の歌が聞こえる（作詞：布施明 作曲・編曲：林哲司）
4. 冬の散歩道（作詞：布施明 作曲：和泉常寛 編曲：林哲司）
5. めぐり逢い紡いで（作詞：るい 作曲:大塚博堂 編曲：宮川泰）
6. かもめよ（作詞・作曲：布施明 編曲：宮川泰）
7. 無言劇 パントマイム（作詞：門谷憲二 作曲：小坂明子 編曲：林哲司）
8. 愛はやさしく燃えて（作詞：門谷憲二 作曲：和泉常寛 編曲：林哲司）
9. Stop Action（作詞：Robert Haigh 作曲：山田義徳 編曲：林哲司）
10. Lover's Lullabye（作詞：Robert Haigh 作曲：山田義徳 編曲：林哲司）